# Catocala kotshubeji
Catocala kotshubeji är en fjärilsart som beskrevs av Leo Andrejewitsch Sheljuzhko 1927. Catocala kotshubeji ingår i släktet Catocala och familjen nattflyn. Inga underarter finns listade i Catalogue of Life.